# Koza Mostra
Koza Mostra es una banda formada en Salónica, Grecia. Sus componentes son Ilias Kozas (voz), Alexis Archontis (percusión), Stelios Siomos (guitarra), Dimitris Christonis (bajo), Christos Kalaintzopoulos (acordeón) y Vasilis Nalmpantis (trompeta). Representaron a Grecia en el Festival de la Canción de Eurovisión 2013 que se celebró en Malmö, Suecia junto al cantante Agathonas Iakovidis con la canción "Alcohol is free". Obtuvieron el sexto lugar en la final.

## Discografía
Álbumes de estudio
- Keep up the Rhythm[3] (2013)
- Corrida (2017)

Sencillos
- 2012 – "Me Trela"
- 2012 – "Desire"
- 2012 – "Tora/Me Trela" (MAD Video Music Awards 2012) (con Dimos Anastasiadis)
- 2013 – "Alcohol Is Free" (con Agathonas Iakovidis )
- 2013 – "K.U.T.R"
- 2013 - "Ti Kano Edo"
- 2013 - "Lianoxortaroudia"
- 2013 - "Trava mia tzoura"
- 2013 - "Where we belong"
- 2014 - "Giorti"
- 2016 - "Amerika"

| Predecesor: Eleftheria Eleftheriou con Aphrodisiac | Grecia en el Festival de Eurovisión 2013 junto con Agathonas Iakovidis | Sucesor: Freaky Fortune con Rise Up |